# Tizayuca
Tizayuca est l'une des 84 municipalités de l'État d'Hidalgo, au Mexique.